# Eot (Micronesia)
Eot è un atollo delle Isole Caroline. Amministrativamente è una municipalità del Distretto Faichuk, di Chuuk, uno degli Stati Federati di Micronesia. 
Ha una superficie di 1 km² e 407 abitanti (Census 2008).